# ميك رونسون
ميك رونسون (بالإنجليزية: Mick Ronson) (و. 1946 – 1993 م) هو عازف قيثارة، وملحن، وكاتب أغاني، ومنتج أسطوانات، وموسيقي، وموزع موسيقي بريطاني، ولد في كينغستون أبون هال، يستخدم آلات قيثارة، وكمان جهير، وكمان، وبيانو، وفلوت، بدأ مشواره المهني سنة 1966، توفي في لندن، عن عمر يناهز 47 عاماً، بسبب سرطان الكبد.

## وصلات خارجية
- ميك رونسون على موقع IMDb (الإنجليزية)
- ميك رونسون على موقع ميوزك برينز (الإنجليزية)
- ميك رونسون على موقع إن إن دي بي (الإنجليزية)
- ميك رونسون على موقع أول ميوزيك (الإنجليزية)
- ميك رونسون على موقع ديسكوغز (الإنجليزية)
- ميك رونسون على موقع قاعدة بيانات الفيلم (الإنجليزية)

- ميك رونسون في قاعدة بيانات الأفلام على الإنترنت